# Rafał Becker
Rafał Becker (ur. 27 marca 1891 w Nowym Mieście nad Pilicą, zm. 1939? w Otwocku) – polski lekarz psychiatra żydowskiego pochodzenia, kierownik Zakładu dla Nerwowo i Psychicznie Chorych Żydów „Zofiówka” w Otwocku.

## Życiorys
Syn Gregora (Herszka) i Heleny (Gilli) z domu Witz, urodził się w Nowym Mieście nad Pilicą, ale wychował w Saratowie. Tam ukończył rosyjskie gimnazjum. W 1911 wyjechał na studia medyczne do Szwajcarii i wstąpił na wydział lekarski Uniwersytetu w Zurychu. Studia ukończył w 1917 roku. Po ukończeniu studiów przez pewien czas pracował jako lekarz-wolontariusz w klinice psychiatrycznej pod kierunkiem Eugena Bleulera. W 1919 roku wyjechał do Warszawy i wstąpił do armii polskiej. Do rezerwy przeszedł w 1922 roku w stopniu porucznika. Praktykował w Kosowie Huculskim, Starym Samborze i Różanie. Od 1927 roku był etatowym lekarzem zakładu psychiatrycznego „Zofiówka” w Otwocku. W „Zofiówce” pracował do 1932 roku, potem założył prywatne sanatorium dla nerwowo chorych w Świdrze. Okoliczności śmierci nie są do końca wyjaśnione, prawdopodobnie zmarł z przyczyn naturalnych w 1939 roku w Otwocku.
Becker był autorem kilkudziesięciu artykułów w języku polskim, niemieckim i w jidysz. Zajmował się głównie zagadnieniami epidemiologii zaburzeń psychicznych wśród Żydów i eugeniką.

## Wybrane prace
- Hat die Augensyphilis in den letzten 20 Jahren zugenommen? Zürich: Leemann, 1917
- Die jüdische Nervosität, ihre Art, Enstehung und Bekämpfung. Zürich: Speidel & Wurzel, 1918
- Die Nervosität bei den Juden: ein Beitrag zur Rassenpsychatrie f. Ärzte u. gebildete Laien. Zürich: Orell Füssli, 1919
- Nerwowość u Żydów: jej rodzaje, powstanie oraz zwalczanie. Lwów: „Snunit” (N. Siegel), 1923
- Zagadnienie rasy żydowskiej w świetle teoryj. Warszawa: Towarzystwo Ochrony Zdrowia Ludności Żydowskiej w Polsce, „Omonuth”, 1927
- Choroby psychiczne Żydów w Polsce. Rocznik Psychjatryczny 7, s. 59–77, 1928